# Parafia św. Mateusza Apostoła w Sędzinie
Parafia Świętego Mateusza Apostoła w Sędzinie – parafia rzymskokatolicka, znajdująca się w diecezji włocławskiej, w dekanacie radziejowskim. 